# Chó chăn cừu Nam Tư

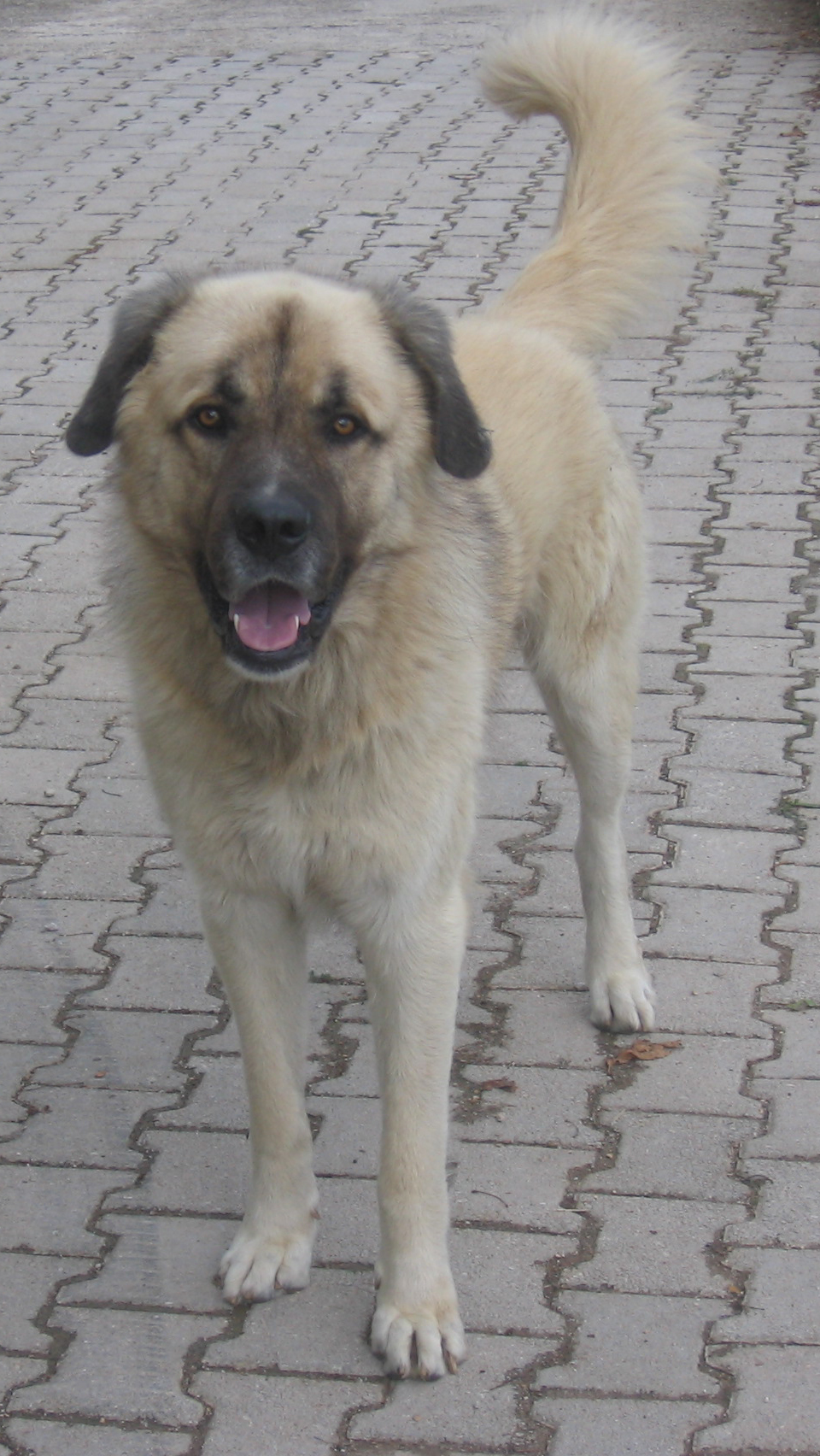
Một con chó chăn cừu Nam Tư ở Mỹ

Chó chăn cừu Nam Tư (tiếng Nam Tư: Šarplaninac, gọi tắt là Sar) là một giống chó chăn cừu có nguồn gốc từ Nam Tư (cũ), tên của chúng được lấy theo địa danh núi Šar, một ngọn núi nằm giữa biên giới của Kosovo, Macedonia và Albania. Chúng thuộc nhóm chó chăn gia súc. Được công nhận bởi các tổ chức và hiệp hội về chó như: CKC, FCI, NKC, APRI, ACR, DRA

## Lịch sử
Cái tên của chúng Sarplaninac, được phát âm "shar-pla-nee-natz". Nó có nguồn gốc từ một vùng Tây Nam của Srbija (Miền Nam Kosovo) và miền Tây Bắc của Macedonia (như các vùng Shar Planina, Bistra, Korab, Stogavo, Mavrovo, Jablanica, Pelister). Khu vực địa lý này được biết đến như Illyria, tên nguyên thủy cho giống này. Khu vực này giờ đây được gọi là Macedonia, nhưng những con chó này đã lao động chủ yếu ở trên những vùng núi của Shar Planina và được đổi tên. Vào năm 1939 những con chó đã được đăng ký với FCI dưới cái tên chó chăn cừu Illyria. Vào năm 1954 FCI đã chấp nhận việc đổi tên từ chó chăn cừu Illyria thành tên chó chăn cừu Nam Tư (Yugoslavia)–Shar Planiniec.
Sau sự sụp đổ của liên bang Nam Tư và Liên Xô, Macedonia đã yêu cầu tên của giống chó này phải được thay đổi để công nhận cả hai nước, Macedonia và Serbia. Nó được chấp nhận thay đổi tên thành chó chăn cừu Macedonian-Yugoslav–Sharplaninec. Sarplaninac có một danh tiếng là một trong hai giống chó được công nhận duy nhất bởi câu lạc bộ nuôi chó Yugoslavia, một câu lạc bộ chính thức của quốc gia đó. Mặc dù lâu đời hơn giống Chó chăn cừu Istrian (mặc dù không lâu đời như chó chăn cừu Hy Lạp hoặc Akbash Thổ Nhĩ Kỳ, giống chó bảo vệ danh tiếng này đã duy trì số lượng ổn định ở Albania và Macedonia. Lần đầu tiên được công nhận như một giống chó tuyệt chủng vào năm 1930.
Mặc dù sự hỗn loạn ở Bosnia đã làm suy giảm số lượng loài này ở trung tâm đất nước này trước đó, từ năm 1975 việc xuất khẩu thành công đã mang những con chó này tới Mỹ và Canada để kiểm soát những con chó sói đồng cỏ và đây là nơi đảm bảo cho tương lai của chúng. Giờ đây nó đã có danh tiếng như một kẻ lao động siêng năng, sẵn sàng bảo vệ gia súc ở những quốc gia này. Số lượng lớn ở quê hương, Sarplaninac vẫn là một phần quan trọng đối với đàn gia súc. Nó khá lanh lợi và thường chăn những đàn trâu bò hoặc bảo vệ chúng. Thực tế, một dòng chó Sarplaninac quân sự được tạo ra ở khu vực nuôi chó phục vụ quân đội của Marshall Josip Toto.

## Đặc điểm

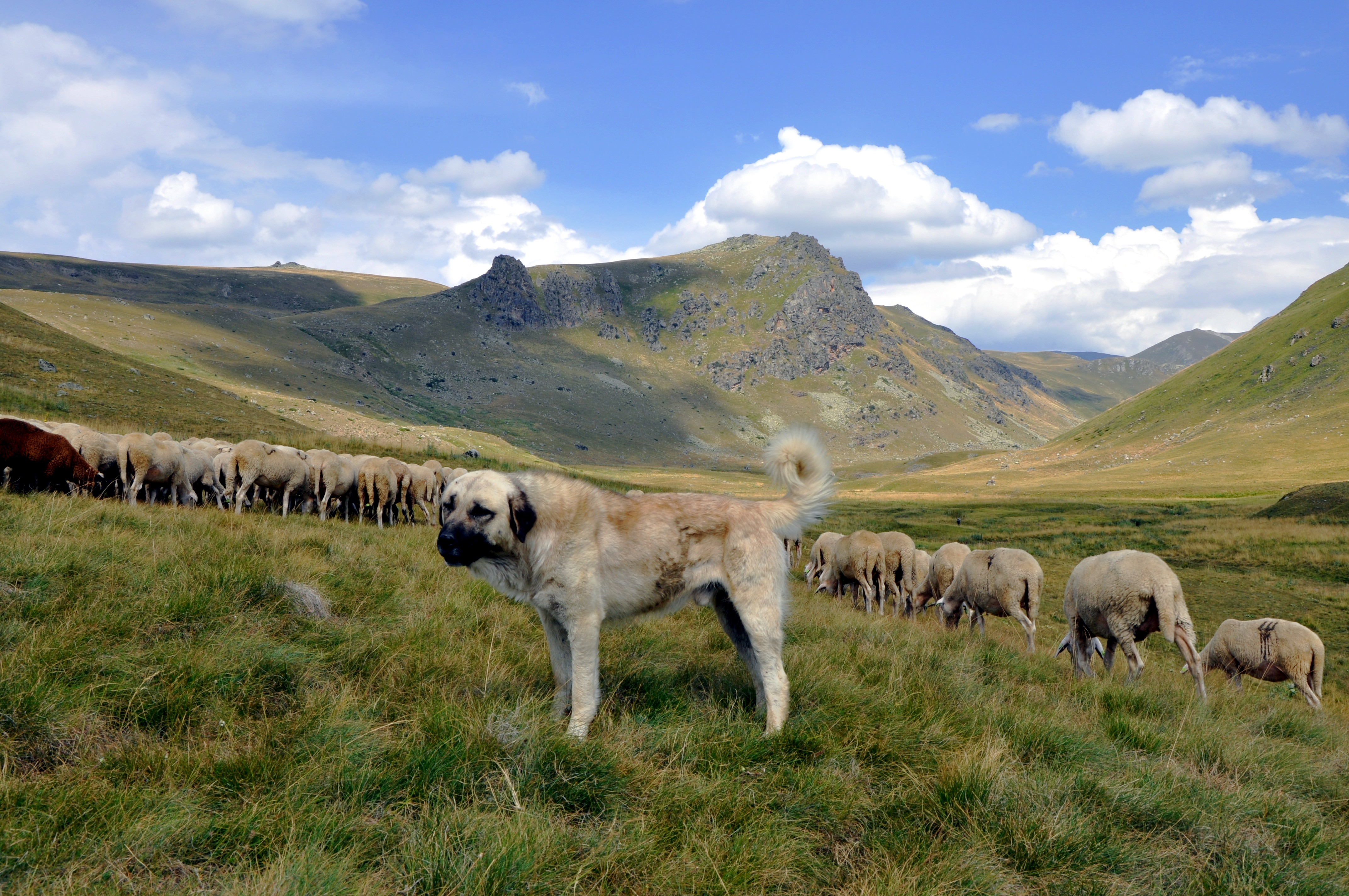
Một con chó chăn cừu Shar trên đồng cỏ

Chó Sarplaninac là một trong những vệ sỹ tốt của đàn gia súc mà có những màu sắc thẫm hơn là màu trắng. Lông ở bụng dưới, chân và đuôi rậm rạp, tuy nhiên, điều này tạo cho nó một dáng vẻ giống chó kéo xe Husky hơn. Bộ lông của Sarplaninac dài khoảng 10 cm. Bộ lông chúng rậm. Màu lông bao gồm xám, trắng, nâu hoặc đen. Màu sắc có thể là đậm hoặc nhạt. Bộ lông sẽ tốt nếu thỉnh thoảng được chải. Nó có bộ lông chịu được mọi thời tiết và sẽ hài lòng với cuộc sống ngoài trời.
Toàn cơ thể và khung xương có kích thước vừa phải. Chiều cao và trọng lượng chúng tầm trung. Chiều cao của chúng từ 56–61 cm, nặng 25–39 kg. Chót mũi khá rộng nhưng không nhô ra. Đuôi hơi cong lên một cách tự nhiên. Chân trước rắn chắc, cơ bắp và hầu như thẳng tắp. Cặp mắt tối màu hình quả hạnh. Một sự biểu cảm kiên định, rõ ràng là nét đặc trưng. Tuổi thọ của chúng khoảng 11-13 năm. Nhìn chung, chúng là giống chó tương đối mạnh khỏe. 

## Tập tính
Chó chăn cừu Nam Tư là giống chó bảo vệ gia súc mà cần thiết phải làm việc. Giống chó này không thể hiện tình cảm đối với con người. Chúng gắn bó với đàn gia súc nên bảo vệ chúng một cách tận tụy. Chúng có những phẩm chất bảo vệ tự nhiên và cách suy nghĩ độc lập của nhóm vệ sỹ bảo vệ gia súc. Thường trầm tĩnh, nhưng khi có tình huống khẩn cấp, chúng dữ dội trong nỗ lực bảo vệ đàn gia súc. Nó luôn làm việc một cách thận trọng. Khi thực hiện trách nhiệm bảo vệ đàn gia súc nó sẽ dõi theo bất cứ một điều gì lọt vào tầm mắt, và không lưỡng lự đối mặt với vấn đề hơn là lo lắng cho bản thân. 

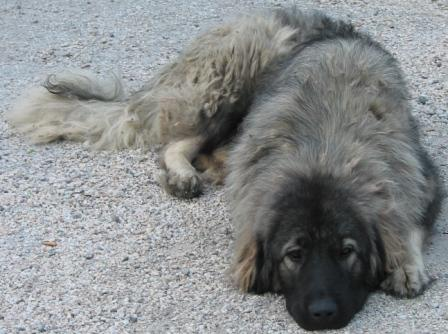
Khi nuôi, cần cho giống chó này vận động thường xuyên

Đây không phải là một con chó thiếu suy nghĩ và bạt mạng, chó chăn cừu Nam Tư là một giống chó rất khôn ngoan mà lựa chọn những người bạn một cách cẩn thận và không tin tưởng ai một cách tuyệt đối. Nó sẽ vâng lời theo những gì quen thuộc của phương pháp dẫn dắt phù hợp hơn là chấp nhận những mệnh lệnh của chủ nhân, người mà nó trung thành nhất. Những con chó này rất tận tụy với đàn gia súc. Một con chó chăn cừu Nam Tư sau 6 tháng tuổi trong chương trình bảo vệ gia súc của Mỹ đã bắt đầu làm việc với đàn cừu trong một kho thóc. Tên của nó là Bruno và nó không thể bị dũ dỗ đi xa khỏi kho thóc của nó, thậm chí cả lúc chơi đùa.
Vào mùa xuân, tuy nhiên, nhiều con cừu bị bán đi, nhưng con khác được mua mới và đàn cừu bị đưa ra khỏi đồng cỏ. Chó chăn cừu Nam Tư là một kẻ lao động lý tưởng, một cách vui vẻ làm việc với đàn cừu mới và những nơi ở mới.Những người nuôi cừu và dê đã phát hiện ra những thuận lợi để nuôi một con chó khi đa số những vấn đề về những con thú săn mồi dần biến mất. Chúng sẽ chịu đựng những thành viên của gia đình bao gồm trẻ nhỏ nếu chúng được lớn lên cùng lũ trẻ, nhưng sẽ không như vậy với những người ngoài gia đình. Chúng sẽ bảo vệ tất cả những gì trong lãnh địa của nó cũng như những sinh vật bên trong đó.
Đây là một loài chó mà không chịu thất bại một cách dễ dàng. Đó có thể là một kinh nghiệm quý báu nếu được đặt trong một tình huống phù hợp. Chúng có nhu cầu về việc để làm, thời gian cũng như bất cứ thứ gì trong trang trại, một sự quản lý phù hợp. Nếu người gia chủ có kế hoạch nuôi nó như một bầu bạn và không chỉ như một con chó lao động trong trang trại. Đảm bảo vạn phải là một chủ nhân vững vàng, tự tin, kiên định. Một chủ nhân mềm yếu sẽ khó kiểm soát và điêu kiển, sai khiến được con chó. Đây là một giống chó không phù hợp cho người bắt đầu.
Sarplaninac không phù hợp với cuộc sống trong căn hộ. Tính cách của nó phù hợp với cuộc sống ngoài trời, thoải mái. Nó sẽ tốt nhất nếu sống trong trang trại và bảo vệ gia súc. Giống chó này cần vận động nhiều về thể chất do bản chất của chúng là giống chó chăn cừ. Chạy tự do trong trang trại sẽ đảm bảo nhu cầu vận động trong nó, tuy nhiên, nếu chúng không làm việc tích cực trong trang trại, chúng cần được đi dạo hàng ngày hoặc chạy rông hoặc chạy long nhong ngoài đường phố nếu nuôi chúng ở đô thịt.